# Bob Rule
Bobby (Bob) Frank Rule (né le 29 juin 1944, à Riverside, Californie et mort le 5 septembre 2019 à Riverside, Californie) est un ancien joueur américain de basket-ball évoluant au poste de pivot en NBA avec les Seattle SuperSonics, les Philadelphia 76ers, les Cleveland Cavaliers et les Milwaukee Bucks.

## Biographie
Choisi au second tour de la draft, Rule devint rapidement l'une des premières stars de la nouvelle franchise des Seattle SuperSonics. Nommé dans la NBA All-Rookie Team, Rule inscrivit 18.1 points par match pour sa saison rookie, ce qui demeure toujours la meilleure performance pour un débutant chez les SuperSonics. Sa moyenne de 9.5 rebonds est la deuxième meilleure de l'histoire des SuperSonics pour un rookie, derrière Pete Cross et ses 12.0 rebonds lors de la saison 1970-1971. Lors de cette lpele saison rookie, Rule inscrivit 47 points lors d'une rencontre face aux Los Angeles Lakers, ce qui demeure un autre record pour un rookie des SuperSonics.
Les performances de Rule s'améliorèrent encore durant les deux saisons suivantes. Lors de la saison 1968-1969, il combina 24.0 points et 11.5 rebonds par match, puis lors de la saison 1969-1970, 24.6 points et 10.3 rebonds par match, inscrivant le record de points pour un joueur des Supersonics de 49 points lors d'un match contre les Philadelphia 76ers et étant alors sélectionné pour le NBA All-Star Game. Lors de la saison 1970-1971, Rule débuta la saison avec une moyenne de 29.8 points et 11.5 rebonds par match lors de ses quatre premiers matchs avant qu'il ne se blesse au tendon d'Achille ce qui mit un terme à sa saison. Il ne retrouva alors jamais ses performances de All-Star et en 1974, il mit un terme à sa carrière.